# It's Over (canción de Electric Light Orchestra)
«It's Over» es una canción del grupo británico Electric Light Orchestra, publicada en el álbum de estudio Out of the Blue (1977). Compuesta por Jeff Lynne, fue publicada como el quinto sencillo del álbum, tras «Turn to Stone», «Mr. Blue Sky», Sweet Talkin' Woman» y «Wild West Hero», exclusivamente para el mercado estadounidense.
El sencillo, que alcanzó el puesto 75 en la lista estadounidense Billboard Hot 100, incluyó «The Whale» como cara B. «The Whale», un tema instrumental presente en Out of the Blue, fue también incluido en la caja recopilatoria Flashback. La canción incluye una parte prominente de teclados tocada por Richard Tandy y una orquestación conducida por Louis Clark. Lynne, compositor de «The Whale», se sintió motivado para componer la pieza instrumental tras ver un documental sobre la caza de ballenas, de forma similar a la canción de Yes «Don't Kill the Whale», incluida en el álbum Tormato. 
Durante la década de 1980 y a comienzos de la década de 1990, una porción de la canción «The Whale» fue incluida durante el cierre nocturno del canal de televisión CFTO-TV de Toronto.

## Posición en listas
| País           | Lista             | Posición |
| -------------- | ----------------- | -------- |
| Estados Unidos | Billboard Hot 100 | 75       |